# Места (село, Болгария)
Места (болг. Места) — село в Благоевградской области Болгарии. Входит в состав общины Банско. Находится примерно в 18 км к юго-востоку от центра города Банско и примерно в 56 км к юго-востоку от центра города Благоевград. По данным переписи населения 2011 года, в селе  проживало 242 человека, преобладающая национальность — болгары.

## Население
| Год     | 1965 | 1975 | 1985 | 1992 | 2001 | 2011 |
| ------- | ---- | ---- | ---- | ---- | ---- | ---- |
| Жителей | 345  | 326  | 293  | 300  | 293  | 242  |

|  |